# چومرا
چومرا (به ترکی استانبولی: Çumra) شهری است در کشور ترکیه که در استان قونیه واقع شده‌است. جمعیت این شهر بر اساس سرشماری سال ۲۰۰۸ میلادی ۲۸٬۷۹۸ نفر و بر اساس برآوردهای سال ۲۰۰۹ میلادی ۲۹٬۴۴۳ نفر می‌باشد.